# Crocidura elgonius
Crocidura elgonius es una especie de musaraña de la familia de los sorícidos.

## Distribución geográfica
Se encuentra en Kenia, Tanzania y, posiblemente también, Uganda.

## Estado de conservación
Su principal problema es la pérdida de su hábitat natural debido a la expansión agrícola.